# Museo farmacéutico letón
El Museo farmacéutico letón (en letón: Farmācijas muzejs) es un museo de medicina en Riga, Letonia. Fue fundado en 1987 en asociación con el Museo Pauls Stradiņš para la Historia de la Medicina y se encuentra en un edificio del siglo XVIII que en sí es un monumento arquitectónico. El museo está dedicado a la comprensión del desarrollo de la farmacia y las farmacias en Letonia y contiene documentos y libros de las herramientas farmacéuticas del siglo XVII al XIX y dispositivos para la preparación de fármacos y medicamentos que se elaboraron en Letonia entre 1920 y 1930.